# Patrick Gordon (dyplomata)
Patrick Gordon, Gordon, Gordoneus Patrick, Patricius (ur. ?, zm. przed 1657) – brytyjski urzędnik konsularny i dyplomata pochodzenia szkockiego. 
Źródło akademickie - portal Instytutu Szkockich Badań Historycznych (Institute of Scottish Historical Research) Uniwersytetu Św. Andrzeja (University of St. Andrews) w Fife w Szkocji sankcjonuje dualizm informacji bibliograficznych na temat tej osoby. 
- jedna z nich podaje, że studiował na uniwersytecie w Rostocku (1589). Był guwernerem hr. Gustava Eriksssona Stenbocka i jego brata (1590-1599) w Szwecji.
- druga sugeruje, że był synem Johna Gordona z Braco (lub Brackay) w parafii Inverurie i Agnes Strachan, studiował w Marischal College w Aberdeen (1606-1610).[2]

Następnie powierzono mu funkcję agenta Anglii w Gdańsku (1610-1625).